# عثمان بن حيان
عثمان بن حيان المري المزني ويلقب بـ أبي المغراء الدمشقي كان رجلاً من أهل الخير، وذكر ابن حبان أنه كان ثقة في الحديث، ويروي عن أم الدرداء ولاه الوليد بن عبد الملك على المدينة سنة 93هـ، بعد أن عزل عمر بن عبد العزيز عنها، وذلك برأي من الحجاج بن يوسف الثقفي، فجعل عثمان يؤذي من كان مِن خاصة عمر بن عبد العزيز، فلما ولي سليمان بن عبد الملك الخلافة عزل عثمان بن حيان سنة 96هـ عن المدينة، وولى عليها أبا بكر بن محمد بن حزم.

## سبب ولايته للمدينة
كان سبب ذلك ، فيما ذكر : أن عمر بن عبد العزيز كتب إلى الوليد يخبره بعسف الحجاج أهل عمله بالعراق ، واعتدائه عليهم ، وظلمه لهم بغير حق ولا جناية ، وأن ذلك بلغ الحجاج ، فاضطغنه على عمر ، وكتب إلى الوليد : أن من قبلي من مراق أهل العراق وأهل الشقاق ، قد جلوا عن العراق ، ولجئوا إلى المدينة ومكة ، وأن ذلك وهن ، فكتب الوليد إلى الحجاج : أن أشر علي برجلين ، فكتب إليه يشير عليه بعثمان بن حيان المري ، وخالد بن عبد الله القسري ، فولى خالدا مكة ، وعثمان بن حيان المدينة ، وعزل عمر بن عبد العزيز
وتولى عثمان بن حيان المري المدينة في شعبان سنة 93هـ .
- قال ابن عساكر: وكان في سيرته عنف، وعن ابن شوذب أنه قال:

الحجاج بالعراق، ومحمد بن يوسف باليمن، وعثمان بن حيان بالمدينة، وقرة بن شريك العبسي بمصر، امتلأت والله الأرض جوراً.
- ولي غزو الروم بالصائفة أثناء خلافة يزيد بن عبد الملك (غزوة الصيف) سنة 103هـ وغزا مدينة قيصرة في بلاد الروم سنة 104هـ .
- تولى أبنه رياح بن عثمان بن حيان المري ولاية المدينة في زمن العباسيين أبان خلافة أبو جعفر المنصور في سنة 144هـ